# Tapoa
Die Provinz Tapoa mit der Hauptstadt Diapaga liegt im äußersten Osten des westafrikanischen Staates Burkina Faso und wurde nach dem gleichnamigen Fluss benannt. Größere Orte neben der Provinzhauptstadt sind Namounou und Tansarga, die meisten Einwohner gehören zu den Gourmantché. In der Provinz Tapoa liegen die Chaîne de Gobnangou, ein Teil des Nationalpark Arly und der burkinische Teil des grenzübergreifenden Nationalpark W.

## Liste der Departements/Gemeinden
| Nr. | Departement/Gemeinde |
| --- | -------------------- |
| 1   | Botou                |
| 2   | Diapaga              |
| 3   | Kantchari            |
| 4   | Logobou              |
| 5   | Namounou             |
| 6   | Partiaga             |
| 7   | Tambaga              |
| 8   | Tansarga             |